# Sant Salvador de Llessui
Sant Salvador de Llessui fou una capella del poble de Llessui, en el terme municipal de Sort, a la comarca del Pallars Sobirà. Pertanyia a l'antic municipi de Lessui.
Està situada 350 metres al sud-sud-est del poble de Llessui, entre dos trams de la carretera LV-5223 propers després d'un tancat revolt, poc abans d'arribar a Llessui.
En queden poques restes.